# 越智郡

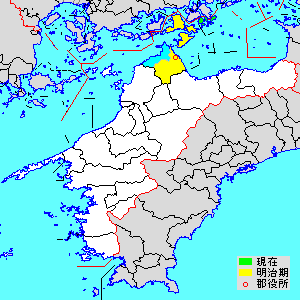
愛媛県越智郡の位置（緑：上島町 水色：後に他郡から編入した区域）

- 令制国一覧 > 南海道 > 伊予国 > 越智郡
- 日本 > 四国地方 > 愛媛県 > 越智郡

越智郡（おちぐん）は、愛媛県（伊予国）の郡。
人口5,912人、面積30.38km²、人口密度195人/km²。（2025年3月1日、推計人口）
以下の1町を含む。
- 上島町（かみじまちょう）

## 古代
小市国造の領域を中心として建てられた。

### 式内社
『延喜式』神名帳に記される郡内の式内社。
| 神名帳                     | 神名帳            | 神名帳   | 神名帳         | 比定社           | 比定社                   | 比定社     | 集成 |
| 社名                       | 読み              | 格       | 付記           | 社名             | 所在地                   | 備考       | 集成 |
| -------------------------- | ----------------- | -------- | -------------- | ---------------- | ------------------------ | ---------- | ---- |
| 越智郡 7座（大3座・小4座） |                   |          |                |                  |                          |            |      |
| 大須伎神社                 | オホスキノ        | 小       |                | 大須伎神社       | 愛媛県今治市高橋         |            |      |
| 伊加奈志神社               | イカナシノ        | 小       |                | 伊加奈志神社     | 愛媛県今治市五十嵐       |            |      |
| 大山積神社                 | オホヤマツミノ    | 名神大   |                | 大山祇神社       | 愛媛県今治市大三島町宮浦 | 伊予国一宮 |      |
| 大野神社                   | オホノノ          | 小       |                | 大野神社         | 愛媛県今治市玉川町大野   |            |      |
| 姫坂神社                   | ヒメサカノ        | 名神大か |                | 姫坂神社         | 愛媛県今治市宮下町       |            |      |
| 姫坂神社                   | ヒメサカノ        | 名神大か | （論）三島神社 | 愛媛県今治市上徳 |                          |            |      |
| 多伎神社                   | タキノ            | 名神大   |                | 多伎神社         | 愛媛県今治市古谷         |            |      |
| 樟本神社                   | マキモト クスモト | 小       |                | 樟本神社         | 愛媛県今治市八町西       |            |      |
| 凡例を表示                 |                   |          |                |                  |                          |            |      |

1. ↑  姫坂神社における「名神大」は、大山積神社と多伎神社に挟まれたための衍字と見られている。

## 明治維新後
1878年（明治11年）に行政区画として発足した当時の郡域は、上記1町のほか、今治市の大部分（小浦町、砂場町、大浜町、近見町、石井町、高地町、いこいの丘、山方町、馬越、馬越町、片山、小泉、クリエイティブヒルズ、にぎわい広場、高橋ふれあいの丘、高橋、玉川町各町以東および来島・小島を除く島嶼部）にあたる。

### 町村制以前の沿革
- 「旧高旧領取調帳」に記載されている明治初年時点での支配は以下の通り。（1町107村）

| 知行   | 知行       | 村数     | 村名 |
| ------ | ---------- | -------- | --- |
| 幕府領 | 松山藩預地 | 8村      | 桜井村、孫兵衛作村、登畑村、旦村、宮ケ崎村、朝倉下村、朝倉上之村、長沢村 |
| 藩領   | 伊予今治藩 | 1町 82村 | 今治町、山口村、上神宮村、徳久村、国分村、古国分村、辻堂村、鳥生村、喜田村、郷村、八町村、東村、松木村、町屋村、古谷村、高市村、五十嵐村、八幡村、別所村、小鴨部村、中村、朝倉北村、朝倉南村、朝倉上村、中寺村、徳重村、四村、新谷村、蔵敷村、別宮村、今治村、大浜村、石井村、馬越村、大新田村、日吉村、片山村、小泉村、別名村、高橋村、法界寺村、大野村、三反地村、長谷村、高野村、摺木村、与和木村、鍋地村、桂村、御厩村、葛谷村、竜岡上村、竜岡下村、鈍川村、鬼原村、畑寺村、上弓削村、下弓削村、魚島村、佐島村、木浦村、北浦村、伊方村、叶浦村、有津村、友浦村、宮窪村、余所国村、早川村、田浦村、泊村、福田村、仁江村、幸新田村、八幡村、名村、臥間村、正味村、南浦村、本庄村、椋名村、津島村、木地村 |
| 藩領   | 伊予松山藩 | 17村     | 岡村、大下村、宗方村、浦戸村、口惣村、野々江村、台村、宮浦村、明日村、大見村、肥海村、盛村、井口村、甘崎村、瀬戸村、岩城村、生名村 |

- 慶応4年1月27日（1868年2月20日） - 戊辰戦争により松山藩預地が高知藩預地となる。
- 明治4年
  - 1月19日（1871年3月9日） - 高知藩預地が倉敷県の管轄となる。
  - 7月14日（1871年8月29日） - 廃藩置県により、藩領が今治県、松山県の管轄となる。
  - 9月14日（1871年10月27日） - 倉敷県の管轄地域が丸亀県の管轄となる。
  - 11月15日（1871年12月26日） - 第1次府県統合により、全域が松山県の管轄となる。
- 明治5年2月9日（1872年3月17日） - 石鉄県の管轄となる。
- 明治6年（1873年）2月20日 - 愛媛県の管轄となる。
- 明治11年（1878年）12月16日 - 郡区町村編制法の愛媛県での施行により、行政区画としての越智郡が発足。郡役所が今治町に設置。
- 明治17年（1884年）11月 - 「越智野間郡役所」が今治町に設置され、野間郡とともに管轄。

### 町村制以降の沿革

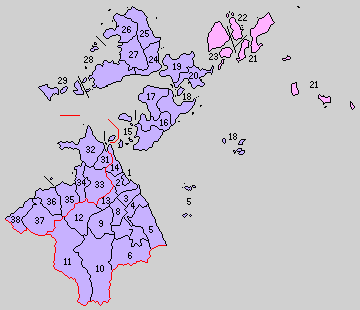
1.今治町 2.日吉村 3.立花村 4.富田村 5.桜井村 6.上朝倉村 7.下朝倉村 8.清水村 9.鴨部村 10.鈍川村 11.竜岡村 12.九和村 13.日高村 14.近見村 15.亀山村 16.津倉村 17.大山村 18.宮窪村 19.西伯方村 20.東伯方村 21.弓削村 22.生名村 23.岩城村 24.瀬戸崎村 25.盛口村 26.鏡村 27.宮浦村 28.岡山村 29.関前村 31.波止浜村 32.波方村 33.乃万村 34.大井村 35.小西村 36.亀岡村 37.歌仙村 38.菊間村（紫：今治市 桃：上島町）

- 明治22年（1889年）12月15日 - 町村制の施行により、下記の各村が発足[注釈 6]。特記以外は全域が現・今治市。（1町28村）
  - 今治町 ← 今治町[注釈 7]、今治村
  - 日吉村 ← 日吉村、別宮村、蔵敷村
  - 立花村 ← 鳥生村、郷村、辻堂村、八町村
  - 富田村 ← 東村、喜田村、上徳村、松木村、高市村、町屋村［大部分］、登畑村［一部］、宮ケ崎村［一部］
  - 桜井村 ← 孫兵衛作村、長沢村、桜井村、旦村、国分村、古国分村、登畑村［大部分］、宮ケ崎村［一部］
  - 上朝倉村 ← 朝倉上村、朝倉上之村
  - 下朝倉村 ← 朝倉下村、朝倉南村、朝倉北村、古谷村、山口村、町谷村［一部］
  - 清水村 ← 中寺村、徳重村、四村、五十嵐村、新谷村
  - 鴨部村 ← 畑寺村、高野村、中村、小鴨部村、別所村、八幡村
  - 鈍川村 ← 木地村、鈍川村、鬼原村
  - 竜岡村 ← 葛谷村、竜岡下村、竜岡上村
  - 九和村 ← 長谷村、三反地村、大野村、法界寺村、摺木村、与和木村、鍋地村、桂村、御厩村
  - 日高村 ← 高橋村、別名村、小泉村、片山村、馬越村
  - 近見村 ← 石井村、大新田村、大浜村
  - 亀山村 ← 椋名村、正味村、臥間村、南浦村、名村、津島村
  - 津倉村 ← 本庄村、八幡村、幸新田村、仁江村
  - 大山村 ← 福田村、泊村、田浦村、早川村、余所国村
  - 宮窪村 ← 宮窪村、友浦村、木浦村［一部］
  - 西伯方村 ← 叶浦村［大部分］、伊方村、北浦村［大部分］、有津村［一部］、木浦村［一部］
  - 東伯方村 ← 有津村［大部分］、木浦村［大部分］、北浦村［一部］、叶浦村［一部］
  - 弓削村 ← 佐島村、下弓削村、上弓削村、魚島村（現・上島町）
  - 生名村、岩城村（それぞれ単独村制。現・上島町）
  - 瀬戸崎村 ← 瀬戸村、甘崎村［大部分］
  - 盛口村 ← 井口村、盛村、甘崎村［一部］
  - 鏡村 ← 肥海村、大見村、明日村
  - 宮浦村 ← 宮浦村、台村
  - 岡山村 ← 野々江村、口惣村、浦戸村、宗方村
  - 関前村 ← 大下村、岡村
- 明治28年（1895年）12月1日 - 弓削村の一部（魚島）が分立して魚島村が発足。（1町29村）
- 明治30年（1897年）4月1日 - 郡制の施行により、越智郡・野間郡の区域をもって、改めて越智郡が発足。波止浜村・波方村・乃万村・大井村・小西村・亀岡村・歌仙村・菊間村が本郡の所属となる。（1町37村）
- 明治32年（1899年）7月1日 - 亀山村の一部（椋名・津島）が分立して渦浦村が発足。（1町38村）
- 明治41年（1908年）1月1日（3町36村）
  - 波止浜村が町制施行して波止浜町となる。
  - 菊間村が町制施行して菊間町となる。
- 大正6年（1917年）10月31日 - 桜井村が町制施行して桜井町となる。（4町35村）
- 大正9年（1920年）2月11日 - 今治町・日吉村が合併して今治市が発足し、郡より離脱。（3町34村）
- 大正12年（1923年）4月1日 - 郡会が廃止。郡役所は存続。
- 大正14年（1925年）4月1日 - 菊間町・歌仙村が合併し、改めて菊間町が発足。（3町33村）
- 大正15年（1926年）7月1日 - 郡役所が廃止。以降は地域区分名称となる。
- 昭和8年（1933年）2月11日 - 近見村が今治市に編入。（3町32村）
- 昭和15年（1940年）
  - 1月1日 - 立花村が今治市に編入。（3町31村）
  - 11月3日 - 東伯方村が町制施行・改称して伯方町となる。（4町30村）
- 昭和27年（1952年）8月1日 - 宮窪村が町制施行して宮窪町となる。（5町29村）
- 昭和28年（1953年）1月1日 - 弓削村が町制施行して弓削町となる。（6町28村）
- 昭和29年（1954年）
  - 3月31日（7町21村）
    - 鴨部村・鈍川村・竜岡村・九和村が合併して玉川村が発足。
    - 津倉村・亀山村・渦浦村・大山村の一部（田浦・泊・福田）が合併して吉海町が発足。
    - 大山村の一部（余所国・早川）が宮窪町に編入。
- 昭和30年（1955年）
  - 1月1日 - 伯方町・西伯方村が合併し、改めて伯方町が発足。（7町20村）
  - 2月1日 - 富田村・桜井町・清水村・日高村・波止浜町・乃万村が今治市に編入。（5町16村）
  - 3月31日（7町10村）
    - 瀬戸崎村・盛口村が合併して上浦村が発足。
    - 鏡村・宮浦村が合併して大三島町が発足。
    - 大井村・小西村が合併して大西町が発足。
    - 菊間町・亀岡村が合併し、改めて菊間町が発足。

  - 8月1日 - 吉海町の一部（椋名のうち馬島）が今治市に編入。
- 昭和31年（1956年）
  - 3月31日 - 上朝倉村・下朝倉村が合併して朝倉村が発足。（7町9村）
  - 9月23日 - 大三島町・岡山村が合併し、改めて大三島町が発足。（7町8村）
- 昭和35年（1960年）
  - 3月1日 - 波方村が町制施行して波方町となる。（8町7村）
  - 5月1日 - 波方町の一部（大浦の一部）が今治市に編入。
- 昭和37年（1962年）4月1日 - 玉川村が町制施行して玉川町となる。（9町6村）
- 昭和39年（1964年）4月1日 - 上浦村が町制施行して上浦町となる。（10町5村）
- 平成16年（2004年）10月1日 - 魚島村・弓削町・生名村・岩城村が合併して上島町が発足。（10町2村）
- 平成17年（2005年）1月16日 - 朝倉村・玉川町・波方町・大西町・菊間町・吉海町・宮窪町・伯方町・上浦町・大三島町・関前村が今治市と合併し、改めて今治市が発足、郡より離脱。（1町）